# Vladímir Sukharev
Vladímir Sukharev   (Korday, 10 de juliol de 1924 - Moscou, 30 d'abril de 1997) va ser un atleta kirguís, especialista en curses de velocitat, que va competir sota bandera soviètica durant les dècades de 1940 i 1950.
Durant la Segona Guerra Mundial va ser mobilitzat i amb l'Exèrcit Roig va entrar a Berlín. Posteriorment va estudiar a l'Institut Kazakh de Cultura Física. S'inicià en l'atletisme al club Dinamo Alma-Ata, amb el qual guanyà diversos campionats del Kazakhstan de velocitat entre el 1946 i el 1948. A partir del 1949 es traslladà a Moscou, on competí amb el Dinamo local.
El 1952 va prendre part en els Jocs Olímpics de Hèlsinki, on disputà tres proves del programa d'atletisme. Formant equip amb Borís Tokarev, Levan Kalyayev i Levan Sanadze, guanyà la medalla de plata en els 4x100 metres, fou cinquè en els 100 metres i quedà eliminat en sèries dels 200 metres. Quatre anys més tard, als Jocs de Melbourne, guanyà una nova medalla de plata en els 4x100 metres, aquesta vegada formant equip amb Leonid Bartenev, Yuriy Konovalov i Borís Tokarev.
En el seu palmarès també destaca una medalla d'or al Campionat d'Europa d'atletisme de 1950, dues medalles d'or i una de bronze als World Student Games i nou campionats nacionals: quatre en els 100 metres (1950 a 1953), tres en els 200 metres (1950 a 1952), i dos en el 4x100 metres (1949 i 1956). Durant la seva carrera va millorar el rècord soviètic dels 100, 200 i 4x100 metres en diverses ocasions.
Pels seus èxits esportius va rebre l'Orde de la Bandera Roja del Treball.

## Millors marques
- 100 metres llisos. 10.3" (1951)
- 200 metres llisos. 21.1" (1956)[7]